# Edvin Wilhelm Henning
Edvin Wilhelm Henning (* 23. Mai 1899 in Stockholm; † 13. Juli 1955 in Askim, Göteborg) war ein schwedischer Maler und Bildhauer.
Er studierte an der Kunstakademie in Stockholm Malerei, machte 1922 dort seinen Abschluss. Anschließend studierte er in Paris sowie in Nord- und Südamerika Malerei und Skulptur. Er verbrachte viele Jahre in Hollywood, wo er Skulpturarbeiten in Filmstudios durchführte.
Öffentliche Werke von Wilhelm Henning finden sich in Göteborg. Besonders bekannt sind seine Reliefs am Gebäude der früheren Göteborger Reederei Transatlantics. Ab den 1940er Jahren malte Henning bevorzugt Göteborger Straßenszenen, malerisch sehr von der Moderne Südamerikas beeinflusst.
Das Moderna Museet in Stockholm verfügt über eine Sammlung von Gemälden und Skulpturen des Künstlers.